# St Tudy

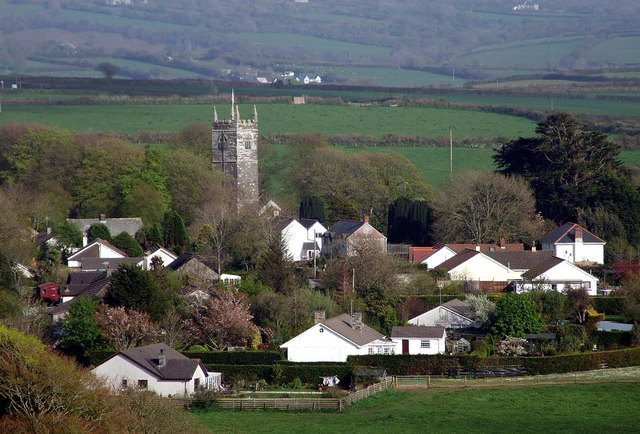
Le village de St Tudy.

St Tudy (Eglostudi en cornique) est un village et une paroisse civile situé près de Bodmin Moor, dans le nord des Cornouailles. Au moment du recensement de 2011, il comptait 604 habitants.
L'église médiévale a pour patron Tudy, un saint breton.